# Changis-sur-Marne
Changis-sur-Marne är en kommun i departementet Seine-et-Marne i regionen Île-de-France i norra Frankrike. Kommunen ligger i kantonen La Ferté-sous-Jouarre som tillhör arrondissementet Meaux. År 2022 hade Changis-sur-Marne 1 352 invånare.

## Befolkningsutveckling
Antalet invånare i kommunen Changis-sur-Marne
| Referens: INSEE |